# 岩本敏男 (実業家)
岩本 敏男（いわもと としお、1953年1月5日 - ）は、日本の実業家。NTTデータ代表取締役社長を務めた。

## 人物・経歴
長野県出身。長野県諏訪清陵高等学校を経て、東京大学工学部卒業後、1976年日本電信電話公社入社。2004年NTTデータ取締役決済ソリューション事業本部長。2005年NTTデータ執行役員金融ビジネス事業本部長。2007年NTTデータ取締役常務執行役員金融ビジネス事業本部長。2009年NTTデータ代表取締役副社長執行役員パブリック&フィナンシャルカンパニー長。2012年からNTTデータ代表取締役社長を務め、海外でのM&Aなどを進めて2018年には売上2兆円を突破した。同年NTTデータ相談役に退き、保健医療福祉情報システム工業会会長に就任。2019年日本精工取締役、IHI監査役。2020年大和証券グループ本社取締役。2022年JR東日本取締役。2023年三越伊勢丹ホールディングス取締役。

## 接待問題
2020年に谷脇康彦総務審議官や金杉憲治外務審議官に対し、NTTグループ関連会社のレストランで、総額約19万3千円の接待をしたと、2021年に週刊文春で報じられ、相談役としての月額報酬を3カ月間3割減とする処分が下された。
NTTは総務大臣から事業計画などの認可を受けて経営されており、総務省幹部がNTT側から供応接待を受けることは、国家公務員倫理法に抵触する疑いがある。
NTT側からの接待は、他に報じられた分も合わせて3回合計の総額で58万円超、谷脇が受けた接待額は計17万円を超える計算になる。また谷脇は総務省に対して、必要な届出を出していなかった。
3月1日に衆院予算委で森山浩行議員から「東北新社以外の衛星放送各社、民放やNHK、あるいは通信会社の社長から接待を受けたことはありますか」と問われ、谷脇は「公務員倫理法に違反する接待を受けたということはございません」などと答えてきた。

## 著書
- 『IFRS時代のレポーティング戦略―XBRLで進化するビジネスのしくみ』（ダイヤモンド社、2010年）
- 『IT幸福論』（東洋経済新報社、2013年）
- 『自分のために働く 人生100年時代にふさわしい挑戦』（ダイヤモンド社、2018年）